# Levelange
Levelange (Luxemburgs: Liewel, Duits: Levelingen) is een plaats in de gemeente Beckerich en het kanton Redange in Luxemburg.
Levelange telt 41 inwoners (2001).